# Mario Strikers: Battle League Football
Mario Strikers: Battle League Football (in Nordamerika Mario Strikers: Battle League) ist ein Ableger der Super-Mario-Reihe, der von Next Level Games entwickelt und von Nintendo veröffentlicht wird. Er ist nach Mario Smash Football und Mario Strikers Charged Football der dritte Teil der Mario-Fußball-Reihe. So verfolgt er wie diese ein ähnliches Spielprinzip wie Sega Soccer Slam. Es handelt sich nicht um ein wirklichkeitsnahes Sportspiel, sondern lässt, wie sämtliche anderen Mario-Sportspiele, nur noch Grundzüge der Regeln der Sportart erkennen.
Es wurde weltweit am 10. Juni 2022 auf der Nintendo Switch veröffentlicht.

## Gameplay
Mario Strikers: Battle League ist ein Fußballspiel, bei dem jeweils vier gegen vier Spieler antreten. Im Gegensatz zu Sportsimulationen wie FIFA, die möglichst realistisch sein wollen, setzt das Spiel auf übertriebenes und chaotisches Gameplay. Der Fokus liegt dabei auf den Grundlagen von Fußball, bei dem die Spieler auf dem Spielfeld versuchen, einen Ball zu passen und in ein Tor zu schießen, um Punkte zu erzielen. Die Mannschaft, die bei Abpfiff die meisten Punkte hat, gewinnt das Spiel.
Serientypisch nimmt sich das Spiel jedoch viele Freiheiten. So sind aggressives Tackling und Angriffe erlaubt. Auch gibt es Items, die ähnlich wie bei zum Beispiel Mario Kart funktionieren: Bananenschalen können auf dem Spielfeld platziert werden, so dass Gegner darauf ausrutschen können, und Charaktere sind mit Granaten beschießbar, um sie vorübergehend umzuwerfen. Ebenfalls gibt es keine normale Spielfeldbegrenzung. Diese wird durch einen elektrischen Zaun übernommen, in den man gegnerische Spieler auch hineinstoßen kann. Außerdem kann der Spieler durch das Einsammeln einer leuchtenden Kugel, die auf dem Spielfeld erscheint, einen Hyper Strike ausführen und ein 2-Punkte-Tor erzielen, wenn der Zug ohne Unterbrechung aufgeladen wird.
Im Spiel wählt der Spieler einen Hauptcharakter des Mario-Franchises wie Mario oder Prinzessin Peach, sowie drei weitere Charaktere aus, um den Rest des Teams zu vervollständigen. Alle Charaktere haben verschiedene Stärken und Schwächen. Es kann auch derselbe Charakter mehrfach aufgestellt werden. Zusätzlich ist es möglich, die Charaktere und deren Ausrüstung anzupassen, was sich auf Werte wie Geschwindigkeit, Stärke und Passgenauigkeit auswirkt.
Bis zu acht Spieler können lokale Multiplayer-Matches spielen, wobei jeder Spieler nur einen Joy-Con benutzt, was ein Vier-gegen-Vier-Spiel ermöglicht, bei dem der Computer das Torwartspiel übernimmt. Online-Multiplayer ist ebenfalls verfügbar, einschließlich eines "Club-Modus", in dem Gruppen von bis zu 20 Spielern ihre eigene Spielsaison erstellen können, inklusive Bestenlisten, in denen die Ergebnisse angezeigt werden.

## Entwicklung
Das Spiel wurde erstmals auf der Nintendo Direct vom 9. Februar 2022 angekündigt. Es ist der erste neue Teil seit fast 15 Jahren nach Mario Smash Football (2005) für den GameCube und Mario Strikers Charged Football (2007) für die Wii. Das Spiel wird gemeinsam von Next Level Games und Nintendo EPD entwickelt.

## Rezeption
Mario Strikers: Battle League Football erhielt überwiegend durchschnittliche Bewertungen. Die Rezensionsdatenbank Metacritic aggregiert 118 Rezensionen zu einem Mittelwert von 73/100 Punkten. Der User Score beträgt nur 4,5/10, es wird hauptsächlich ein zu geringer Umfang des Spiels bemängelt.